# Zomby Woof
Zomby Woof est une chanson de Frank Zappa, sortie en 1973 sur l'album Over-Nite Sensation. 
Ce titre est un parfait exemple du cocktail jazz, rock et funk caractéristique du son des Mothers of Invention 1973/1974. Il sera repris sur scène plus tard par des formations différentes, notamment par le groupe de 1981 avec Steve Vai.